# Götz Weidner
Götz Weidner (* 12. Dezember 1942 in Berlin) ist ein deutscher Szenenbildner.

## Leben und Werk
Götz Weidner wurde in Berlin-Charlottenburg geboren. Sein Vater Bernhard Weidner war Filmjournalist, seine Mutter Gisela Kunstmalerin. Er wuchs zusammen mit seinem ein Jahr älteren Bruder Bernhard, der Trickkameramann wurde, im Bezirk Berlin-Tiergarten auf. Als er neun Jahre alt war, 1952, zog die Familie aus beruflichen Gründen nach Frankfurt. Dort ging er vier Jahre lang auf das Goethe-Gymnasium. 1956 wurde der Vater als Pressechef nach München zum Constantin-Filmverleih berufen und sein zweiter Bruder, Alexander, wurde geboren. In München besuchte Götz Weidner das Klenze-Gymnasium. Sein Kunsterzieher erkannte seine Fähigkeiten und ließ ihn Theaterkulissen und Bühnenbilder zeichnen.
Götz Weidner absolvierte 1961 ein Praktikum bei der Bavaria Film und wollte anschließend die Kunstakademie besuchen, um Bühnenbildner beim Theater zu werden. Er blieb aber bei der Bavaria und wurde von 1962 bis 1966 als Szenenbildner ausgebildet. 1966 war er zusammen mit Werner Achmann unter der Leitung von Rolf Zehetbauer und dem Trickmeister Theo Nischwitz an der Herstellung der Spezialeffekte für die Fernsehserie Raumpatrouille – Die phantastischen Abenteuer des Raumschiffes Orion beteiligt. Seit 1970 arbeitet er als freier Filmarchitekt.
Mehrere Fernseh- und Kinoarbeiten folgten, darunter Wallenstein nach Golo Mann (Regie Franz Peter Wirth, 1978), Peter Zadeks Die wilden Fünfziger (1982/83), Die unendliche Geschichte Teil I (Regie Wolfgang Petersen, 1982 bis 1984), Die unendliche Geschichte II – Auf der Suche nach Phantásien (Regie: George Miller, 1988/89) und Schtonk! (Regie Helmut Dietl, 1992), Bernhard Sinkels Der Kinoerzähler (1992) und Dominik Grafs Die Sieger (1994). Nach Das Boot (Regie Wolfgang Petersen, 1980/1982) war die amerikanische Produktion U-571 (Regie: Jonathan Mostow) sein zweiter U-Boot-Film, bei dem er ein erheblich größeres Budget zur Verfügung hatte. Der dritte U-Boot-Film, an dem Weidner beteiligt war, entstand im Jahr 2000 mit Gefangen in eisigen Tiefen (Regie James Keach) auf Malta.
Für Heinrich Breloers Dreiteiler Die Manns – Ein Jahrhundertroman (2001) baute er die im Krieg zerstörte Münchner Villa Thomas Manns detailgetreu auf dem Gelände der Bavaria Filmstudios nach. 2004/2005 kam es bei Speer und Er erneut zur Zusammenarbeit mit Breloer. Die Ausstattung des TV-Mehrteilers Das Wunder von Lengede (Regie Kaspar Heidelbach) verschaffte ihm den Bayerischen Fernsehpreis 2004. 2006 arbeitete Götz Weidner zusammen mit dem Regisseur Kaspar Heidelbach an Der Untergang der Pamir, der Verfilmung des Untergangs eines Segelschulschiffes. 2007 erfolgte die Zusammenarbeit mit Heinrich Breloer bei der Verfilmung der Buddenbrooks. 2008 entstand, erneut mit Kaspar Heidelbach, der Kinofilm Berlin 36 über die jüdische Hochspringerin Gretl Bergmann. 2016 entstand der Kinofilm Egon Schiele – Tod und Mädchen (Regie Dieter Berner) über das kurze Leben eines der bedeutendsten Künstlers der Wiener Sezession in Österreich. 2019 holte ihn der Regisseur Joseph Vilsmaier noch einmal für Der Boandlkramer und die ewige Liebe als Szenenbildner aus dem Rentnerdasein.

## Auszeichnungen
- 1988: ACE-Award San Diego für Sins of the Fathers (Väter und Söhne)
- 1990: Deutscher Filmpreis für Die unendliche Geschichte II, verliehen für das deutsche Team (1990)
- 2002: Deutscher Fernsehpreis für Die Manns
- 2004: Bayerischer Fernsehpreis für Das Wunder von Lengede
- 2005: Nominiert für den Deutschen Fernsehpreis für Speer und Er
- 2008: Bayerischer Filmpreis für Buddenbrooks

## Filmografie
- 1961/2: Hotel Victoria (Fernsehserie)
- 1962: Streichquartett (Fernsehfilm)
- 1963: Funkstreife Isar 12 (Fernsehserie, 10 Folgen)
- 1963: Nußknacker – Ballett (Fernsehfilm)
- 1963: Lady Lobsters Bräutigam (Fernsehfilm)
- 1964: Mass für Mass (Zweierlei Mass) (Fernsehfilm)
- 1964: Die Gäste des Felix Hechinger (Fernsehserie, 7 Folgen)
- 1964: Die seltsamen Methoden des F. J. Wanninger (Fernsehserie, 10 Folgen)
- 1964: Raumpatrouille – Die phantastischen Abenteuer des Raumschiffes Orion (Fernsehserie, 7 Folgen)
- 1965: Peter Weck Show (Fernsehfilm)
- 1965: Christinas Heimreise (Fernsehfilm)
- 1965: Mike Molto Magazin (Fernsehserie, 6 Folgen)
- 1965: Blue Light (Fernsehfilm)
- 1965: Die Häuser des Herrn Sartorius (Fernsehfilm)
- 1966: Graf Yoster gibt sich die Ehre (TV-5 Folgen)
- 1966: Jeanne oder die Lerche (Fernsehfilm)
- 1966: Der Geizige (Fernsehfilm)
- 1966: Schule der Frauen (Fernsehfilm)
- 1966: Don Carlos (Fernsehfilm)
- 1966: Chiarevalle wird entdeckt (Fernsehfilm)
- 1967: Antonius und Cleopatra (Fernsehfilm)
- 1967: Flucht ohne Ausweg (TV-Dreiteiler)
- 1967: 7 Wochen auf dem Eis (Nobile) (Fernsehfilm)
- 1967: Guten Abend (Fernsehfilm)
- 1967: Parlez-moi d’amour (Greco) (Fernsehfilm)
- 1967: Menschen (Fernsehfilm)
- 1968: Wälsungenblut
- 1968: Heute Abend Anneliese Rothenberger (Fernsehfilm)
- 1968: Wirb oder stirb (Fernsehfilm)
- 1968: Die Marquise de Brinvilliers (TV-Zweiteiler)
- 1969: Der Bahnübergang (Fernsehfilm)
- 1969: Der Besuch (Fernsehfilm)
- 1969: Al Capone im Deutschen Wald (Fernsehfilm)
- 1969: Der Kürbis (The City Preachers) (Fernsehfilm)
- 1969: Jürgen von Manger: Zeugen der Geschichte (Fernsehfilm)
- 1969: Verraten und verkauft (TV-Zweiteiler)
- 1970: Cabaret
- 1970: Operation Walküre (TV-Zweiteiler)
- 1970: Lerchenpark (Fernsehserie, 7 Folgen)
- 1970: Der Türke in Italien (Fernsehfilm)
- 1970: Vier gegen die Bank von England (Zeichentrick) (Fernsehfilm)
- 1971: Die rote Kapelle (TV-Siebenteiler)
- 1971: Ein Herr Schmidt (Fernsehfilm)
- 1972: Alexander Zwo (TV-Sechsteiler)
- 1972: Graf Yoster gibt sich die Ehre (Fernsehserie, 4 Folgen)
- 1973: Graf Yoster gibt sich die Ehre (Fernsehserie, 4 Folgen)
- 1973: Der kleine Doktor (Fernsehserie, 7 Folgen)
- 1974: Die Akte Odessa (The Odessa File)
- 1974: Härte 10 (TV-Fünfteiler)
- 1974: Spiel mit Dreien (TV-Sketche, 3 Folgen)
- 1975/1976: Derrick (Fernsehserie, 12 Folgen)
- 1976: Partner gesucht (TV-Achtteiler)
- 1976: Jörg Preda berichtet (TV-Sechsteiler)
- 1976: Eine ganz gewöhnliche Geschichte (Fernsehfilm)
- 1976: Hygiene im Krankenhaus (Trickfilm)
- 1977: Wallenstein (TV-Vierteiler)
- 1977: Jauche und Levkojen (TV-Mehrteiler, 3 Folgen)
- 1978/79: Nirgendwo ist Poenichen (TV-Mehrteiler)
- 1979: Bestiarium (Fernsehfilm)
- 1981: Das Boot
- 1981: Doktor Faustus
- 1982: Der Leutnant und sein Richter (TV-Zweiteiler)
- 1982: Ausflug zum Vater (TV-Fünfteiler)
- 1982: Die wilden Fünfziger (Hurra wir leben noch)
- 1984: Die unendliche Geschichte
- 1984: Väter und Söhne (TV-Vierteiler)
- 1985: Schimanski Tatorte (Fernsehserie, 6 Folgen)
- 1985/86: The Life of Hemingway (TV-Vierteiler)
- 1987: Mission Eureka (TV-Sechsteiler)
- 1990: Die unendliche Geschichte II – Auf der Suche nach Phantásien (The NeverEnding Story II: The Next Chapter)
- 1990: Go Trabi Go
- 1990: Café Europa
- 1991: Schtonk!
- 1992: Der Kinoerzähler
- 1993: Das Sahara-Projekt (Fernseh-Mehrteiler)
- 1993: Die Sieger
- 1994: Der Fahnder (Fernsehserie, 4 Folgen)
- 1994: Polizeiruf 110: 1A Landeier (Fernsehfilm)
- 1995: So ist das Leben! Die Wagenfelds (Fernsehserie)
- 1996: Die Unzertrennlichen (Fernsehserie)
- 1996: Der Traum von Liebe (Fernsehfilm)
- 1997: Polizeiruf 110: Gänseblümchen (Fernsehfilm)
- 1998: Der König von St. Pauli (Fernsehmehrteiler)
- 2000: U-571
- 2000: Gefangen in eisigen Tiefen (Submerged, Fernsehfilm)
- 2001: Die Manns – Ein Jahrhundertroman (Fernseh-Dreiteiler)
- 2001: Die Kristallprinzessin (Fernsehfilm)
- 2003: Das Wunder von Lengede (Fernseh-Zweiteiler)
- 2003: Raumpatrouille Orion – Rücksturz ins Kino
- 2005: Speer und Er (Fernseh-Dreiteiler)
- 2006: Der Untergang der Pamir (Fernseh-Zweiteiler)
- 2008: Buddenbrooks (Fernsehfilm)
- 2009: Berlin 36
- 2011: Restrisiko (Fernsehfilm)
- 2016: Egon Schiele: Tod und Mädchen
- 2018: Rekonstruktion Taugenichts
- 2019: Der Boandlkramer und die ewige Liebe